# Ali la Pointe
Ali la Pointe de son vrai nom Ali Ammar, né le 14 mai 1930 à Miliana et mort le 8 octobre 1957 à la Casbah d'Alger, est un combattant algérien du FLN pendant la guerre d'Algérie, principalement connu pour sa participation à la bataille d'Alger, aux côtés de Hassiba Ben Bouali, Zohra Drif et Yacef Saâdi chef de la Zone autonome d'Alger (ZAA).

## Biographie

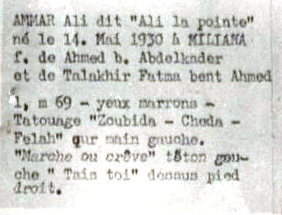
Extrait d'une fiche de police d'Ali la Pointe.

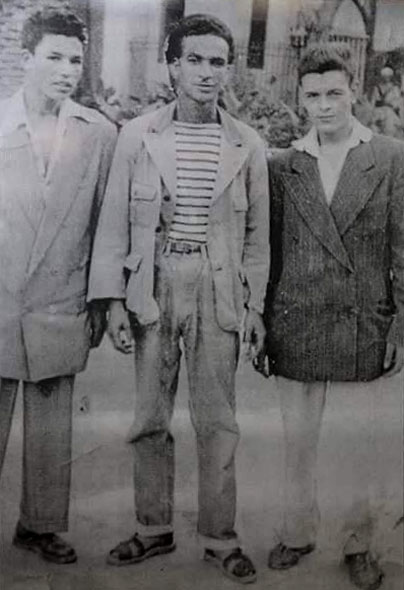
Ali la Pointe dans les années 1940 (le premier à gauche).

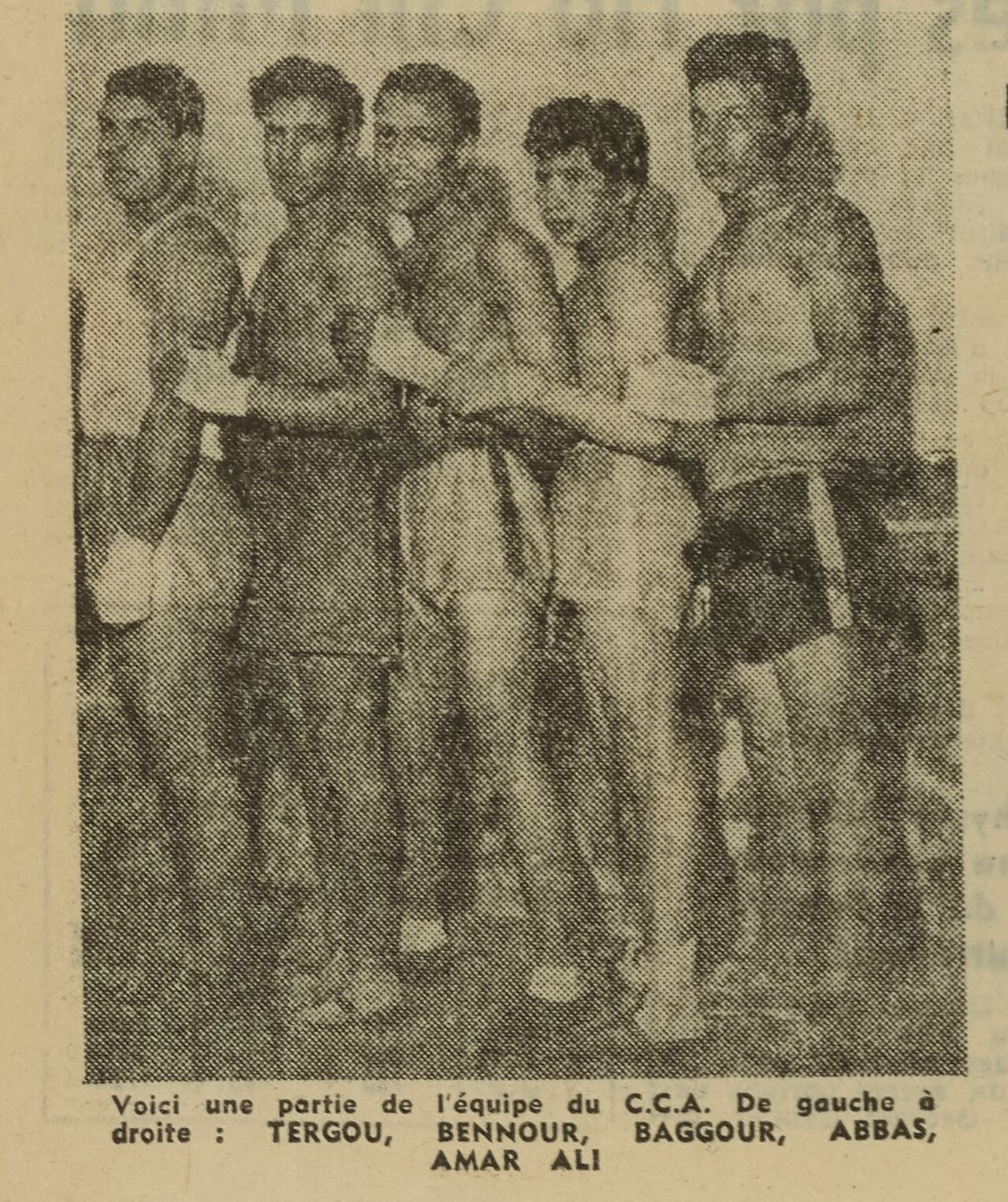
Ali Ammar (20 ans) boxeur au Croissant Club Algérois.

Ali Ammar naît le 14 mai 1930 à Miliana, en Algérie, dans une famille pauvre dont il est le cadet. La situation financière de sa famille ne lui permet pas d'être scolarisé,. Son surnom « La Pointe » lui viendrait du quartier de la Pointe des blagueurs, à Miliana, ou du quartier algérois où il s'est installé  après la mort de son père :« La Pointe Pescade ». Après un premier emprisonnement à l'âge de treize ans, il se rend à Alger, où il apprend la maçonnerie. Il se fait connaître à Alger à partir de 1945 comme joueur de tchic-tchic, une sorte de bonneteau, puis comme proxénète, et acquiert, selon Alain Vircondelet un « prestige de petit caïd »,,. Il fait l'objet d'une condamnation pour vol d'effets militaires en 1943, pour coups et blessures involontaires et violences à agent en 1952, et tentative d'homicide en 1953 et en 1954,.
En 1954, quand éclate la Guerre d'Algérie, il se trouve à la Prison de Barberousse où il purge une peine de deux ans pour tentative d'assassinat. Des militants du FLN le convainquent qu'il est une « victime du colonialisme » et le poussent à rejoindre la cause. Il s'évade après son transfert à la prison de Damiette,. Il revient à Alger et prend contact quelques mois plus tard avec Yacef Saadi.

## Activité au sein du FLN

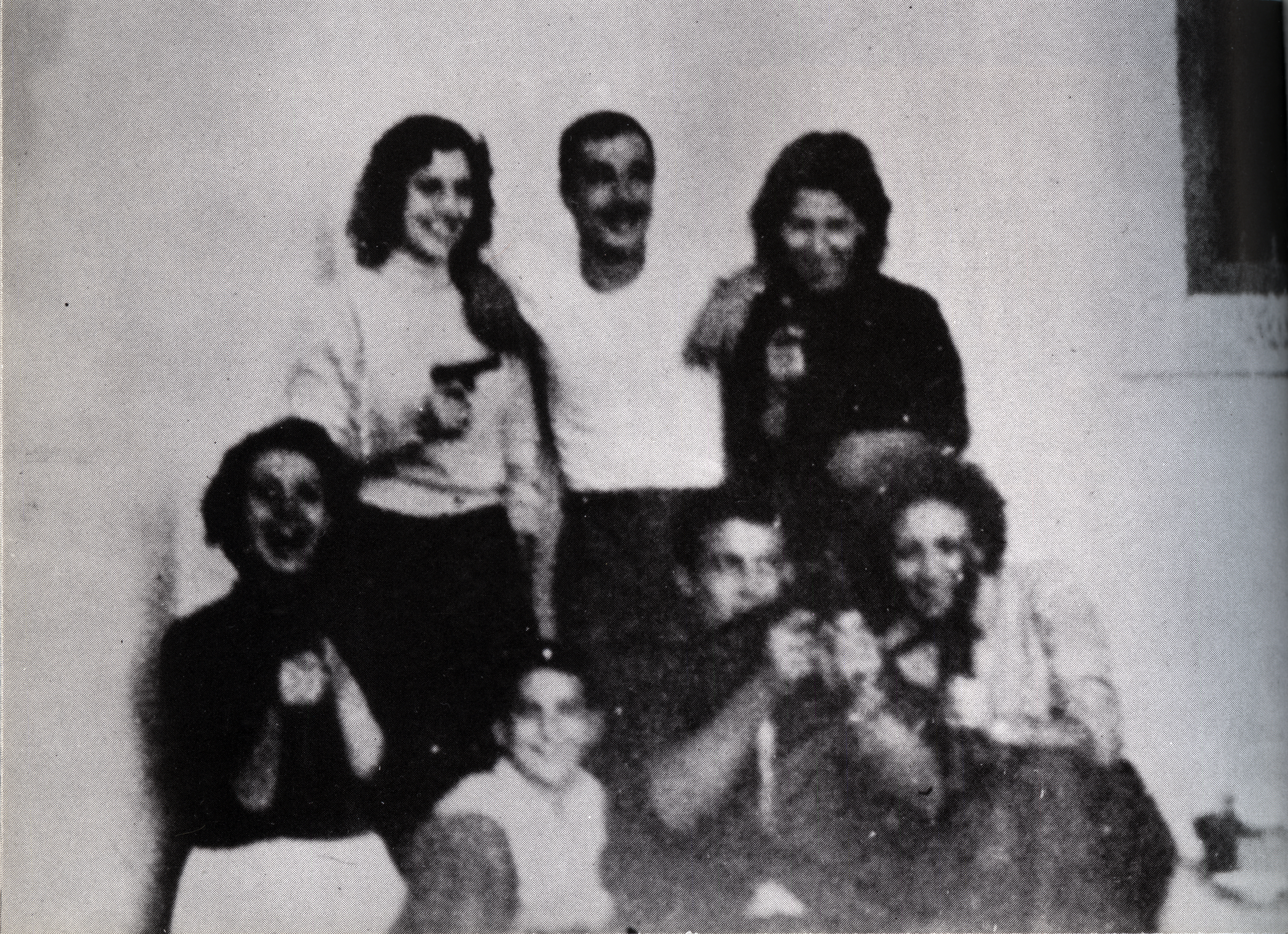
De gauche à droite, derrière : Djamila Bouhired, Yacef Saâdi, Hassiba Ben Bouali. Devant : Samia Lakhdari, Petit Omar, Ali la Pointe, une arme à la main, et Zohra Drif.

Fin 1955, Ali la Pointe est introduit auprès de Yacef Saâdi, qui est l'adjoint de Larbi Ben M'hidi, le chef du FLN pour la zone autonome d'Alger,. Yacef Saâdi « décide de le tester », en lui confiant, le soir même de leur rencontre, l'exécution d'un mouchard,,. Recruté, selon Marie-Monique Robin pour ses « redoutables qualités de tueur », il devient, selon Christopher Cradock et M. L. R. Smith, « l'assassin en chef » du FLN. Il est notamment chargé de ce qu'un article de l'époque du New York Times appelle la « mise au pas du milieu de la casbah par le mouvement nationaliste terroriste ». Après l'exécution de certaines figures de la pègre locale suspectées d'être des indicateurs, tels Rafai Abdelkader dit Bud Abbott et Hocine Bourtachi dit Hacène le Bonois,,,, il « sème la terreur » dans la casbah, selon l'expression de Marie-Monique Robin, en y faisant « appliquer les consignes révolutionnaires, comme l'interdiction de boire de l'alcool ou de fumer ».
Le 30 septembre 1956, deux bombes explosent dans deux établissements publics d'Alger, le Milk Bar et la Cafétaria, faisant quatre morts et cinquante-deux blessés, posées respectivement par Zohra Drif et Samia Lakhdari, tandis qu'une troisième bombe, posée par Djamila Bouhired au terminal Air France, n'explose pas ; ces évènements  marquent le début de la « bataille d'Alger ». Ces trois femmes font, avec Djamila Bouazza, qui posera une bombe le 26 janvier 1957 à la brasserie du Coq Hardi, partie du « réseau bombes » que dirige Yacef Saâdi, secondé par Ali la Pointe.
Le 28 décembre 1956, Amédée Froger, président de la fédération des maires d'Algérie, est assassiné à Alger par un « terroriste arabe ». Badèche Ben Hamdi, un docker occasionnel censé « avoir tué sur ordre » et « travailler pour le FLN » est arrêté le 26 février 1957, jugé, condamné à mort le 12 avril 1957, bien qu'il ait « nié sa participation à l'assassinat, alléguant que ses premiers aveux lui avaient été arrachés par la contrainte », et guillotiné le 25 juillet 1957. Pour Pierre Pellissier, la culpabilité de Badèche Ben Hamdi ne fait aucun doute,,. Selon Yves Courrière, en revanche, « Yacef Saâdi avait établi une longue liste de personnalités à abattre [...] Son choix s'arrêta sur Amédée Froger [...] C'est Ali la Pointe qui fut chargé d'abattre le président Froger ». La plupart des historiens se rallient à l'attribution à Ali la Pointe de l'assassinat d'Amédée Froger, sur ordre de Yacef Saâdi,,,,,,,. Cependant, ce dernier a nié avoir donné un tel ordre et soutenu que cette mort avait été voulue par l'armée française et les groupes anti-terroristes,,, Boualem Djeffour et Mohammed Lebjaoui affirmant au contraire la responsabilité du FLN,,,.
Après un nouvel attentat au stade d'El Biar, le 10 février 1957, l'enquête policière établit rapidement qu'Ali la Pointe « fit remettre les trois bombes à Touati Saïd, le chef de groupe ». En avril 1957, Le Monde affirme que la police est sur ses traces et signale que deux hommes que l'on suppose être Yacef Saâdi et Ali la Pointe ont échappé à une interpellation en ouvrant le feu sur une patrouille de zouaves. Il est jugé par contumace lors du procès devant un tribunal militaire des auteurs de l'attentat du Coq Hardi, en juillet 1957, au terme duquel il est condamné à mort, en tant que l'un des « chefs du réseau terroriste d'Alger ».
Le 24 septembre, Yacef Saâdi est arrêté en compagnie de Zohra Drif.

## Plastiquage de la cache d'Ali la Pointe
Le chef direct d'Ali la Pointe, Yacef Saâdi, est arrêté le 24 septembre 1957 par les paras du 1er REP dans une cache au numéro 3 de la rue Caton, en haute Casbah, en compagnie de Zohra Drif, après avoir résisté. Conduit dans une villa d'El-Biar occupée par le régiment, il est mis au secret le plus absolu. Les deux prisonniers sont étroitement gardés par le 1er REP. Aucun contact ne leur est permis avec l'extérieur car Yacef et Zohra n'ignorent plus rien du double jeu d'un ex FLN, Hassan Ghendriche alias Zerrouk, retourné secrètement par le capitaine Léger, chef du GRE qui l'intègre dans l'équipe des « bleus de chauffe » ; il faut que ce double jeu se poursuive pour mettre le GRE sur la piste d'Ali la Pointe. Très vite, Zerrouk prend contact avec Ali, par une boîte aux lettres de secours. Léger apprend ainsi qu'Ali la Pointe se trouvait tout près de Yacef Saadi, au 4 de la rue Caton chez les Guemati, le 24 septembre, et qu'il a rejoint une autre cache avec Hassiba Ben Bouali, Petit Omar (douze ans, agent de liaison et neveu de Yacef) et Mahmoud Bouhamidi, autre agent de liaison. Ali la Pointe a sur lui de l'argent, quatre bombes complètes, et il désire que Zerrouk, qui pour lui est toujours le responsable militaire de la zone autonome, relance une vague d'attentats pour venger le grand frère. Lentement, Léger reprend la filature du courrier. Il lui faudra trois semaines pour arriver à localiser la planque d'Ali la Pointe au 5, rue des Abdérames en haute Casbah.

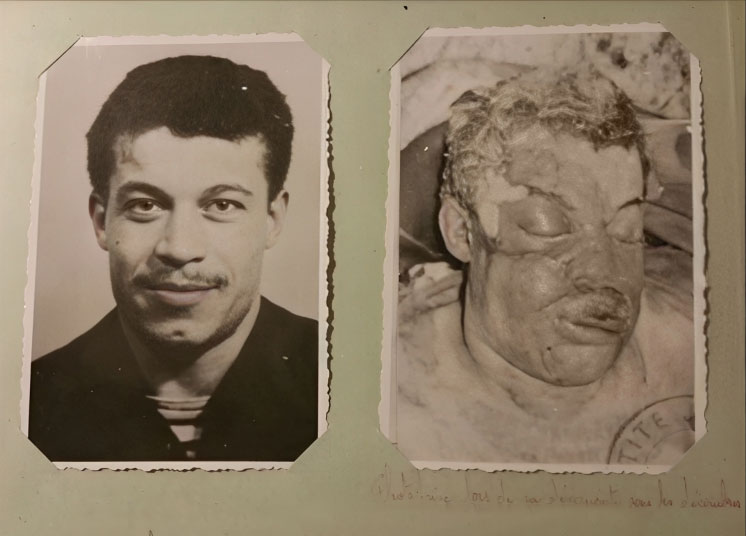
Ali la Pointe tué par une bombe.

Le soir du 8 octobre 1957, l'opération est déclenchée de façon classique : quartier cerné, îlot contenant la cache investi par les paras du 1er REP. Les militaires ont fait évacuer la population des maisons comprises dans l'îlot. Le régiment est, à cette époque, sous les ordres du commandant Guiraud, adjoint du colonel Jeanpierre, blessé lors de l'arrestation de Yacef, le 24 septembre. Ali la Pointe possède, dans sa cache, de l'armement et quatre bombes. Les officiers des parachutistes essayent d'abord de parlementer avec lui. Finalement, le commandant Guiraud décide de faire sauter la cache en plaçant des charges de plastic aux angles. Une dernière fois, le capitaine Allaire tente en vain d'obtenir une réponse d'Ali la Pointe en lui parlant au mégaphone. L'explosion a lieu. Des gravats de toute sorte vont retomber jusque sur les jeeps PC stationnées rue Randon. La maison a disparu, littéralement soufflée.
Lors des opérations de déblaiement, on relève de nombreux corps de civils et, parmi eux, des femmes et des enfants victimes de l'explosion, qui s'est propagée à des habitations non évacuées. On dénombre 17 victimes civiles dont 8 enfants. C'est dans les derniers jours que seront trouvés les corps d'Ali la Pointe, de Hassiba Ben Bouali et de Mahmoud puis, quelque temps après, le corps du Petit Omar qui a été propulsé au travers de toute la maison, pour s'arrêter sur le porche en pierre. Un mètre de plus, et il tombait sur le lieutenant Gillet[réf. nécessaire]. Les corps du Petit Omar et de Hassiba Ben Bouali, ont les visages complètement défigurés, et ceux d'Ali la Pointe et de Mahmoud Bouhamidi, littéralement déchiquetés,. Ce 8 octobre 1957 marque la fin de la Bataille d'Alger.
La version officielle faisait état d'une explosion à l'origine inconnue provoquée par le perçage des murs de l'immeuble après la découverte d'explosifs.

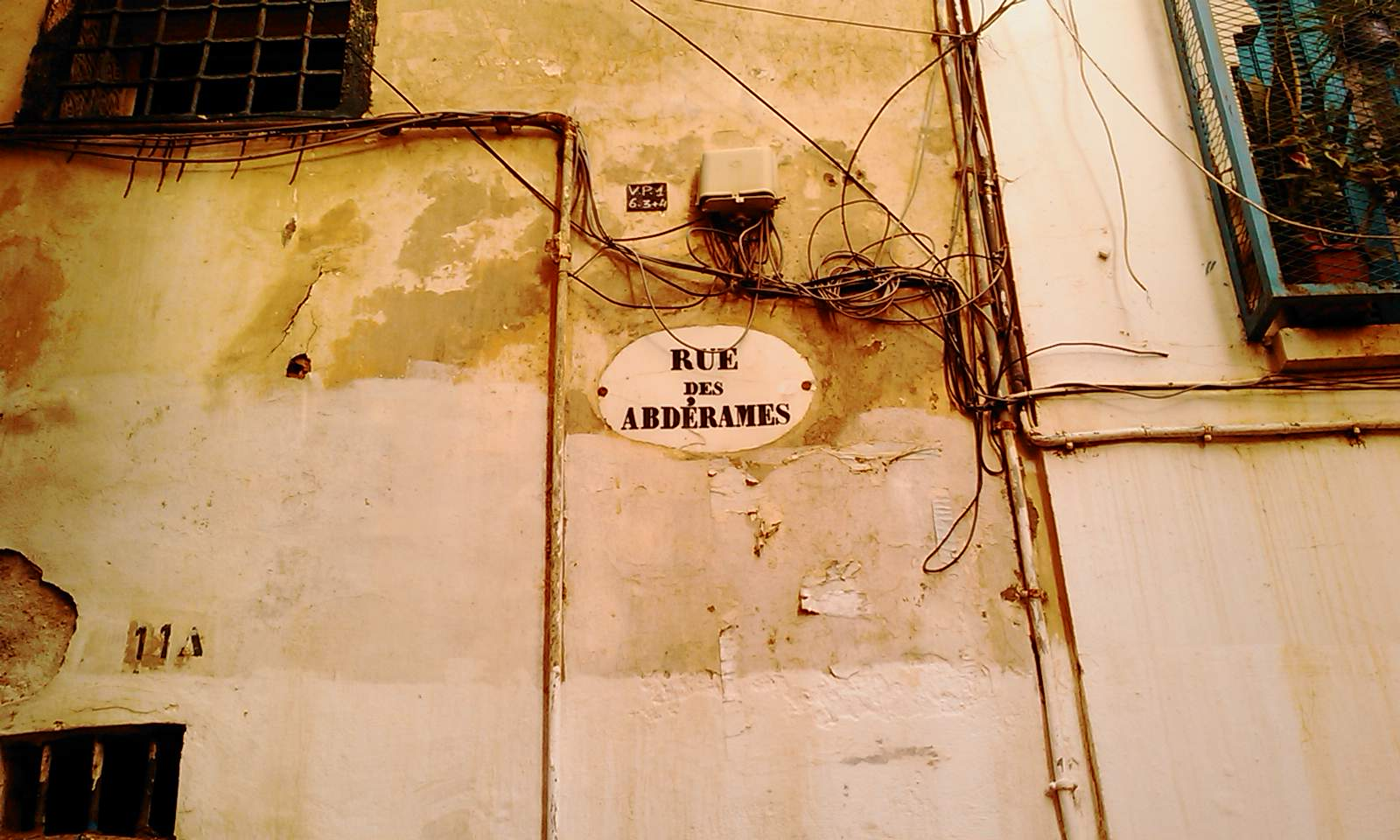
La plaque du célèbre nom de la rue, rue des Abdérames où se trouve la cache d'Ali la Pointe.
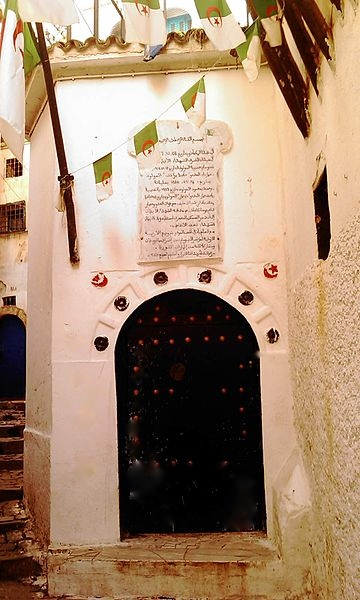
La porte d'entrée qui amène à l'endroit où se cachait Ali la Pointe, située au 5, rue des Abdérames, transformée en musée en 2006[56].
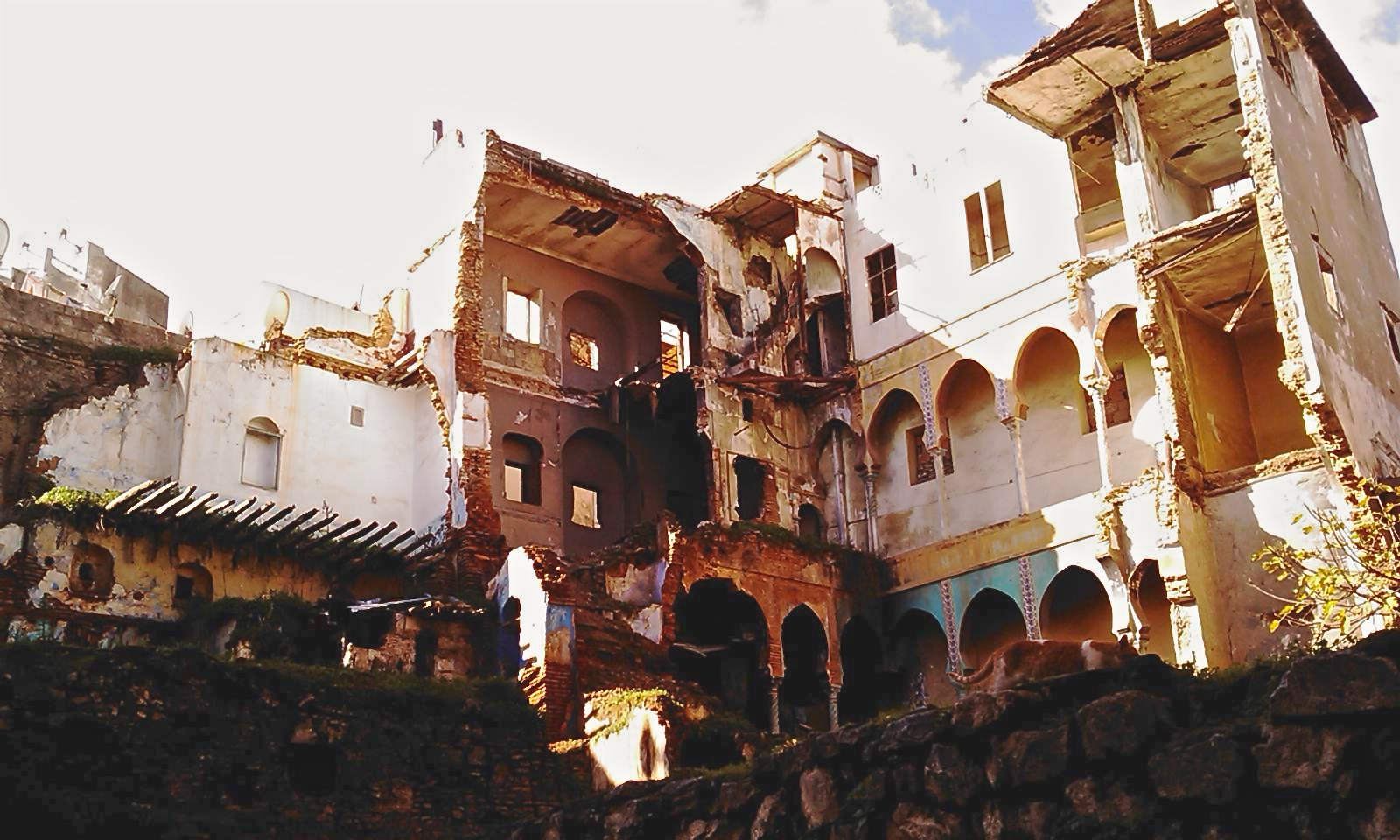
Casbah d'Alger, décembre 2011, 54 ans après l'explosion, le reste des ruines de la cache d'Ali la Pointe.

## Postérité

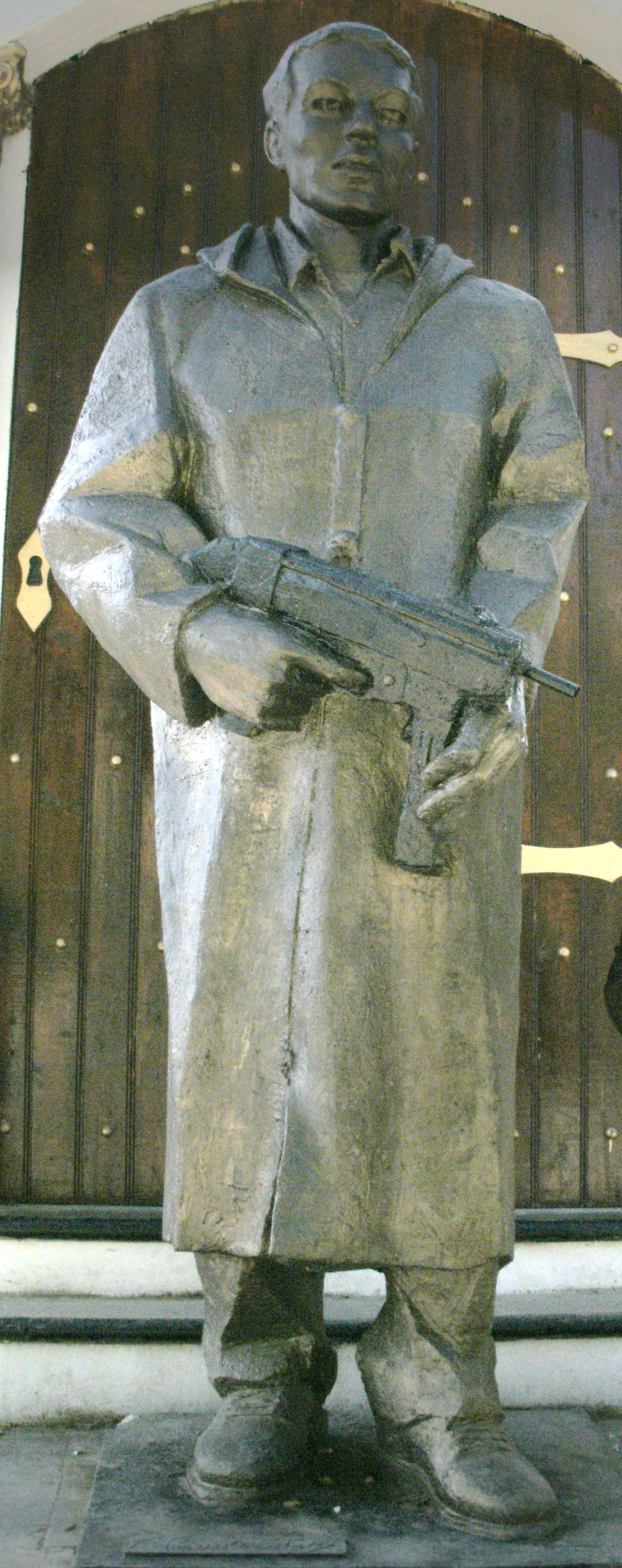
Statue d'Ali la Pointe, à Miliana, sur la place qui porte son nom.

Le personnage d'Ali la Pointe devient par l'intermédiaire du film italo-algérien la Bataille d'Alger du réalisateur italien Gillo Pontecorvo, « le héros de l'un des épisodes les plus importants et symboliques de la guerre d'Algérie et, par extension, de la mythologie nationale algérienne ». Le film le transforme en une  « figure emblématique de la bataille d’Alger » et en un « martyr » de la cause nationale algérienne.
Ali la Pointe est incarné dans le film par l'acteur Brahim Haggiag.
En 2023, le nouveau stade du club MC Alger, anciennement connu sous le nom de stade de Douera, portera le nom de Ali La Pointe lors de son inauguration. L'annonce a été faite par décret présidentiel le 2 novembre 2023.